# Frontinella communis
Frontinella communis är en spindelart som först beskrevs av Nicholas Marcellus Hentz 1850.  Frontinella communis ingår i släktet Frontinella och familjen täckvävarspindlar. Inga underarter finns listade i Catalogue of Life.